# Julia Herz
Julia Herz (* 1997 in Berlin) ist eine deutsche Politikerin (Bündnis 90/Die Grünen) und seit 2024 Mitglied des Hessischen Landtags.

## Leben
Julia Herz wurde 1997 in Berlin geboren. Nach dem Abitur arbeitete sie in der Lebensmittelproduktion und schloss danach ein Studium der Politikwissenschaft ab. Herz lebt in Kassel.
Herz trat 2017 der Grünen Jugend und 2018 den Grünen bei. Seit 2021 ist sie stellvertretende Fraktionsvorsitzende der Grünen-Fraktion in der Stadtverordnetenversammlung Kassel.
Bei der hessischen Landtagswahl 2023 kandidierte Herz auf Listenplatz 19 der Grünen in Wahlkreis Kassel-Stadt II und verlor dort mit 6197 Personenstimmen. Ihr gelang jedoch der Einzug als Abgeordnete in den Hessischen Landtag über die Wahlliste.